# Berndamerus hellenicus
Berndamerus hellenicus är en kvalsterart som beskrevs av Sandór Mahunka 1977. Berndamerus hellenicus ingår i släktet Berndamerus och familjen Amerobelbidae. Inga underarter finns listade.